# Monedas de euro de Croacia
El euro (EUR o €) es la moneda oficial de las instituciones de la Unión Europea desde 1999, cuando sustituyó al ECU, de los Estados que pertenecen a la eurozona y de los micro-Estados europeos con quienes la Unión tiene acuerdos al respecto. También es utilizado de facto en Montenegro y Kosovo. Las monedas de euro están diseñadas de tal manera que en su anverso muestran un diseño específico del Estado emisor mientras que en su reverso muestran un diseño común.
El 1 de enero de 2023, Croacia se convirtió en el vigésimo país de la Unión Europea en adoptar el euro como moneda oficial, sustituyendo a la kuna croata. El 10 de julio de 2022, se había establecido la tasa de cambio irrevocable en 7,53450 kunas croatas = 1 euro.
Las monedas de euro de Croacia se empezaron a acuñar el 18 de julio de 2022.

## Diseño
El 4 de febrero de 2022, el Gobierno de Croacia presentó los diseños de la cara nacional de las futuras monedas de euro croatas, que fueron elegidos en un concurso abierto por el Banco Nacional de Croacia. Para la moneda de 2 euros se eligió un diseño con el mapa de Croacia del diseñador Ivan Šivak. La inscripción del borde usa letras de la obra pastoral Dubravka de 1628. Para la moneda de 1 euro, se eligió un diseño con una marta de pie sobre una rama, un animal que dio nombre a la moneda croata kuna (dicho animal se llama "kuna" en croata), del diseñador Stjepan Pranjković. Para las monedas de 10, 20 y 50 céntimos se eligió un diseño con Nikola Tesla, nacido en Smiljan, del diseñador Ivica Družak. Finalmente, para las monedas de 1, 2 y 5 céntimos, se eligió un diseño con letras ligadas Ⱈ (H) y Ⱃ (R) en escritura glagolítica de la diseñadora Maja Škripelj.
Después de que surgieran sospechas de que el diseño de la moneda de 1 euro usaba una imagen sin licencia del fotógrafo escocés Iain Leach, el diseñador de dicha moneda retiró su diseño el 7 de febrero de 2022. El 8 de febrero de 2022, el Banco Nacional de Croacia anunció que realizaría un nuevo concurso para el diseño de dicha moneda, que seguirá teniendo el motivo de una marta y se eligió un diseño del diseñador Jagor Šunde con David Čemeljić y Fran Zekan.
|                                                                                             |
| HR en alfabeto glagolítico motivo de las monedas de 1, 2 y 5 cts. Diseñador: Maja Škripelj. |

|                                                                                       |
| Nikola Tesla motivo de las monedas de 10, 20 y 50 cts. Diseñador: Ivan Domagoj Račić. |

|                                                                                                |
| Marta motivo de las monedas de 1 euro. Diseñador: Jagor Šunde con David Čemeljić y Fran Zekan. |

|                                                                         |
| Mapa de Croacia motivo de las monedas de 2 euro. Diseñador: Ivan Šivak. |

| 0,01 €                         | 0,02 €                             | 0,05 €      |
| ------------------------------ | ---------------------------------- | ----------- |
|                                |                                    |             |
| "HR" en alfabeto glagolítico   |                                    |             |
| 0,10 €                         | 0,20 €                             | 0,50 €      |
|                                |                                    |             |
| Representación de Nikola Tesla |                                    |             |
| 1,00 €                         | 2,00 €                             | 2 € (canto) |
|                                |                                    |             |
| Representación de una marta    | Representación del mapa de Croacia |             |

## Controversia
El 21 de julio de 2021, Nikola Tesla fue seleccionado para aparecer en el euro con casi 2600 votos. Esto resultó en la oposición del Banco Nacional de Serbia debido a su nacionalidad serbia, aunque nació en Croacia. El primer ministro croata, Andrej Plenković, comentó: "Si yo fuera el jefe del Banco Nacional de Serbia, diría que bien hecho". Sin embargo, el 4 de febrero de 2022, el gobierno croata presentó los nuevos diseños para el euro con motivos nacionales de Croacia, incluido Nikola Tesla en las monedas de 10, 20 y 50 céntimos de euro. Esto condujo a otra ola de oposición de los medios serbios.

## Monedas conmemorativas de 2 euros
Para más información, véase monedas conmemorativas de 2 euros.
| Año  | Motivo                           | Emisión | Imagen |
| 2023 | Introducción del euro en Croacia | 250 000 | [ ]    |